# Petter Wastå
Jon Petter Wastå (født 2. februar 1976 i Alvesta, Sverige) er en svensk tidligere fodboldspiller (målmand).
Wastå tilbragte hele 19 sæsoner hos Kalmar FF. Han spillede mere end 400 ligakampe for klubben og var med til at vinde både det svenske mesterskab og Svenska Cupen.

## Titler
Allsvenskan
- 2008 med Kalmar FF

Svenska Cupen
- 2007 med Kalmar FF

Svenska Supercupen
- 2009 med Kalmar FF